# Liste der Monuments historiques in Montceaux
Die Liste der Monuments historiques in Montceaux führt die Monuments historiques in der französischen Gemeinde Montceaux auf.

## Liste der Bauwerke
| Bezeichnung      | Beschreibung                  | Standort | Kennzeichnung | Schutzstatus | Datum | Bild           |
| ---------------- | ----------------------------- | -------- | ------------- | ------------ | ----- | -------------- |
| Schloss La Bâtie | Erbaut ab dem 13. Jahrhundert | (Lage)   | PA00116429    | Inscrit      | 2006  | weitere Bilder |

## Liste der Objekte
- Monuments historiques (Objekte) in Montceaux in der Base Palissy des französischen Kultusministeriums